# Stenträsket (sjö i Finland, Österbotten, lat 62,82, long 21,30)
Stenträsket är en sjö i Finland. Den ligger i kommunen Korsnäs i landskapet Österbotten, i den sydvästra delen av landet, 300 km nordväst om huvudstaden Helsingfors. Stenträsket ligger 27 meter över havet. Arean är 3,6 hektar och strandlinjen är 0,86 kilometer lång. Sjön  ingår i Bottenhavets kustområde.   I omgivningarna runt Stenträsket växer i huvudsak blandskog.